# Lâm Thương
Lâm Thương (临沧市) Hán Việt: Lâm Thương thị), xưa gọi là Miến Ninh, là một địa cấp thị thuộc tỉnh Vân Nam, Cộng hòa Nhân dân Trung Hoa, nằm ở phía tây nam của tỉnh Vân Nam và được đặt tên từ việc giáp ranh với sông Lan Thương. Phía tây bắc giáp với Bảo Sơn, phía đông bắc giáp Đại Lý, phía đông nam giáp Phổ Nhĩ, phía tây nam giáp biên giới với Myanmar. Lâm Thương nằm ở phần tây của dãy núi Hoành Đoạn, biên giới với dãy núi Bảng Mã và dãy núi Tả Sát, với sông La Tra, sông Sầm Hắc Giang, và sông Nam Định chảy qua. Tổng diện tích là 23.620 km², dân số khoảng 2,509 triệu người, chính quyền thành phố đặt tại quận Lâm Tường.

## Lịch sử hình thành và phát triển
Khu vực này thuộc về vương quốc Ái Lao trong thời kỳ nhà Tần. Vào năm thứ 2 của niên hiệu Viên Phong (khoảng năm 110 trước Công nguyên) của thời kỳ Tây Hán, huyện Dược Châu đã được thành lập, bao gồm khu vực này. Vào năm thứ 12 của niên hiệu Vinh Bình (năm 69), vua Ái Lao thời ấy đã đầu hàng triều đại Đông Hán, và huyện Dược Châu đã được chia thành huyện Ái Lao và huyện Bác Nam. Sau đó, huyện Dược Châu đã được chia thêm thành huyện Lâm Sáng và sau này là huyện Vĩnh Thành, với trụ sở tại xã Bất Vô (nay thuộc thành phố Bảo Sơn). Vào năm Kiến Hưng thứ ba đời Thục Hán, thời Tam Quốc (năm 225), huyện Vĩnh Thọ và huyện Dũng Hương được thành lập, là một phần của huyện Lâm Sáng.

## Các đơn vị hành chính
Địa cấp thị Lâm Thương quản lý các đơn vị cấp huyện sau:

### Các quận nội thành
Một quận sau:
- Lâm Tường 临翔区

### Các huyện
huyện:
- Phượng Khánh 凤庆县
- Vân (云县)
- Vĩnh Đức (永德县)
- Trấn Khang 镇康县
- Huyện tự trị dân tộc Lạp Hỗ, Ngõa, Bố Lãng, Thái Song Giang (双江拉祜族佤族布朗族傣族自治县)
- Huyện tự trị người Thái, Ngõa Cảnh Mã 耿马傣族佤族自治县
- Huyện tự trị người Ngõa Thương Nguyên 沧源佤族自治县

## Tài nguyên thiên nhiên
Tài nguyên khoáng sản đã được khai thác ở khu vực Lâm Thương bao gồm than (tính luôn tro than đã được thải ra), germanium, và uranium.  Lâm Thương cũng là nơi có cây chè được trồng lâu đời nhất thế giới, khoảng 3.200 năm tuổi, tại làng Cẩm tú, thị trấn Tiểu loan, huyện Phượng Khánh.